# Gelredome

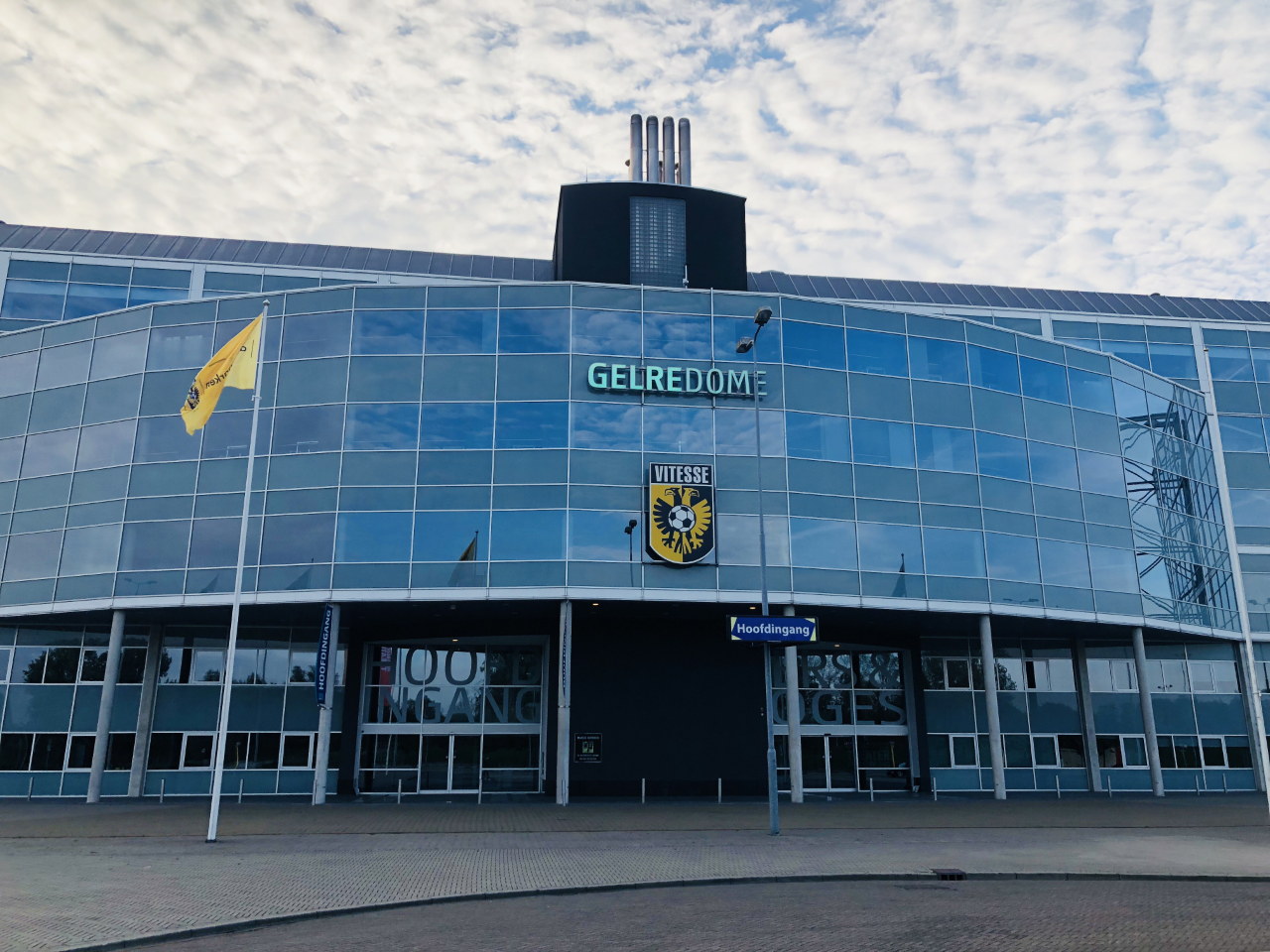

El Gelredome es un estadio multiuso de la ciudad de Arnhem, capital de la provincia Güeldres en los Países Bajos. Su dirección es Batavierenweg 25, 6841 HN Arnhem.
Este estadio se creó para la Eurocopa 2000, con casi 25000 asientos y techo retráctil.
El fútbol es la actividad más importante del estadio, pero también se organizan conciertos, fiestas de música house, encuentros de la Copa Davis de tenis y eventos como el Monsterjam. Ha habido conciertos de distintos artistas, como Tina Turner, Anastacia, Britney Spears, Shakira, Justin Timberlake, Metallica, Bruce Springsteen, Madonna, Radiohead, Coldplay, Guns N' Roses y en 2003 se llevó a cabo el Tiësto in Concert por el famoso DJ Tijs Verwest DJ Tiësto. 
El Gelredome es el domicilio del equipo neerlandés Vitesse que participa en la Eredivisie, la máxima categoría del fútbol neerlandés.
Entre 2003 y 2024, a finales de noviembre, se celebraba Qlimax, un mulitudinario festival de música electrónica hardstyle, uno de los eventos más grandes y alabados dentro de este estilo, al que acudían más de 30000 personas de todo el mundo asombrados por el espectáculo de luces, escenario y sonido.Su última edición se llevó a cabo el 16 de noviembre de 2024, con la temática The Final Prophecy. 

## Historia
El Gelredome fue un invento del entonces presidente de Vitesse, Karel Aalbers, en 1986. El presidente quería crear un club con actividades comerciales como el Chelsea FC y su Chelseavillage. La idea de un estadio con un campo extraíble venía de una caja de fósforos. La inspiración venía de visitas al Astrodome en Houston. Al principio el estadio se llamaba Akzodrôme por el patrocinador principal Akzo, una compañía multinacional de productos químicos, que tiene su sede en Arnhem. Luego el nombre cambiaba con la construcción financiera de varios empresas y bancos y la provincia Güeldres. Gelre es la denominación antigua de la provincia.
El estadio Veltins-Arena del equipo alemán Schalke 04 es una copia más moderna y más grande del Gelredome y en la construcción de ese estadio ambos clubes colaboraron.

## Eventos

### Eurocopa 2000
El Gelredome albergó tres partidos de la Eurocopa 2000.
| Fecha               | Equipo #1 | Resultado | Equipo #2 | Ronda                 | Espectadores |
| ------------------- | --------- | --------- | --------- | --------------------- | ------------ |
| 11 de junio de 2000 | Turquía   | 1–2       | Italia    | Primera fase, Grupo B | 25.000       |
| 17 de junio de 2000 | Rumania   | 0–1       | Portugal  | Primera fase, Grupo A | 30.000       |
| 21 de junio de 2000 | Eslovenia | 0–0       | Noruega   | Primera fase, Grupo C | 35.000       |